# Trichoferus kotschyi
Trichoferus kotschyi là một loài bọ cánh cứng trong họ Cerambycidae.